# 上海申鑫足球俱乐部2015赛季
上海申鑫足球俱乐部2015赛季是上海申鑫足球俱乐部在陸超的第六个赛季，也是第13次征战大陸职业足球联赛，俱乐部也将参加2015年大陸足协杯。
赛季开始前，球队队长王赟转会同城对手上海申花，球队也了否认了被阿联酋阿布扎比集团收购的传闻。

### 季前赛/友谊赛
| 2015年1月11日 2015陸泰足球俱乐部挑战赛 | 武里南联 | 1 – 1 | 上海申鑫   | 泰国, 武里喃府      |
|                                        | 黎安 23' | 报告  | 杨家威 43' | 場館： 雷霆堡足球场 |

| 2015年1月15日 2015陸泰足球俱乐部挑战赛 | 曼谷联 | 1 – 0 | 上海申鑫 | 泰国, 曼谷        |
|                                        | 上'    | 报告  |          | 場館： 泰日体育场 |

| 2015年1月25日 训练赛 | 上海申鑫        | 2 – 1   | 江苏舜天 | 大陸, 上海                |
| 15：00               | 杨家威 · 埃弗顿 | [ 报告] | 入球     | 場館： 浦东世纪公园足球场 |